# Курильські острови
Кури́льські острови́ (рос. Кури́льские острова́, яп. クリル列島 куріру ретто, «курильські острови» або 千島列島 чішіма ретто, «архіпелаг тисячі островів») — архіпелаг у Тихому океані, що простягається від південного краю Камчатки до японського острова Хоккайдо. 
Охоплюють 20 великих і понад 30 дрібних островів, які поділяються на Велику Курильську гряду та Малу Курильську гряду. Це архіпелаг вулканічних островів, що простягається на 1300 кілометрів (700 миль) на північний схід від острова Хоккайдо (Японія) до півострова Камчатка (Росія), відділяючи Охотське море від північної частини Тихого океану.
Японія вважає південні Курильські острови своєю Північною територією, захопленою СРСР у Другій світовій війні та залучає їх до складу округу Немуро префектури Хоккайдо. Японія претендує на три найпівденніші острови та острівну групу Хабомай — два з трьох найбільших (Ітуруп і Кунашир), дещо менший Шикотан, ще менші Хабомай. Це призвело до тривалої суперечки щодо цієї частини Курильських островів з СРСР і, пізніше, Російською Федерацією. 7 жовтня 2022 року Україна визнала південні Курильські острови територією Японії, котру окупувала РФ.
У складі Росії Курильські острови адміністративно належать до Сахалінської області, а Японія вважає ті, на які претендує, — частиною Префектури Хоккайдо.
Зараз на Курилах проживає всього 20 тис. жителів, їх єдиним зв'язком із зовнішнім світом лишається пором на острів Сахалін, який ходить щотижня — авіарейси з островів занадто дорогі. Водночас у регіоні вкрай погане становище з доступом до Інтернету і мобільного зв'язку і є всього 13 км асфальтованих доріг. Уряд РФ планував розвивати на островах туризм, однак через відсутність інфраструктури ці плани не було здійснено.

## Список Курильських островів

### Велика Курильська гряда/ 大千島列島

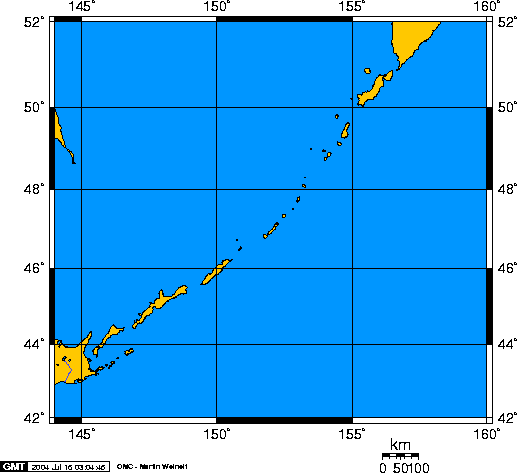
Контури Курильських островів і географічні координати

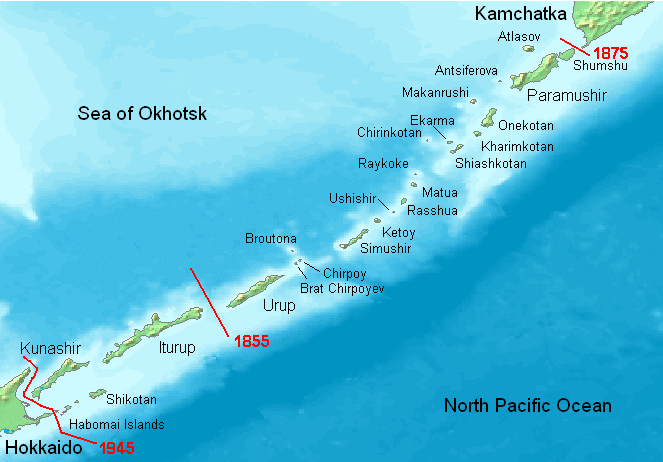
Англійські назви островів і фактичні кордони на 1855, 1875 та 1945 рік

- Північна група
  - Шумшу
  - Парамушир
  - Араїд
  - Анциферова
  - скелі Ловушки
  - Маканруши
  - скелі Хокаке
  - Онекотан
  - Харимкотан
  - Екарма
  - Шиашкотан
  - Чиринкотан
- Середня група
  - Скелі Ловушки
  - Райкоке
  - Матуа

- - Расшуа
  - Скелі Среднєва
    - Рипонкіча (Руйпонкітя)

  - група островів Ушишир
    - Янкича (Янкітя)

  - Кетой
  - Симушир
  - Острів Броутона
  - Чорні Брати
    - Чирпой
    - Брат Чирпоєв

- Південна група
  - Уруп
  - Ітуруп (яп. 択捉島 Еторофу-то:)
  - Кунашир (яп. 国後島 Кунасірі-то:)

### Мала Курильська гряда/ 小千島列島

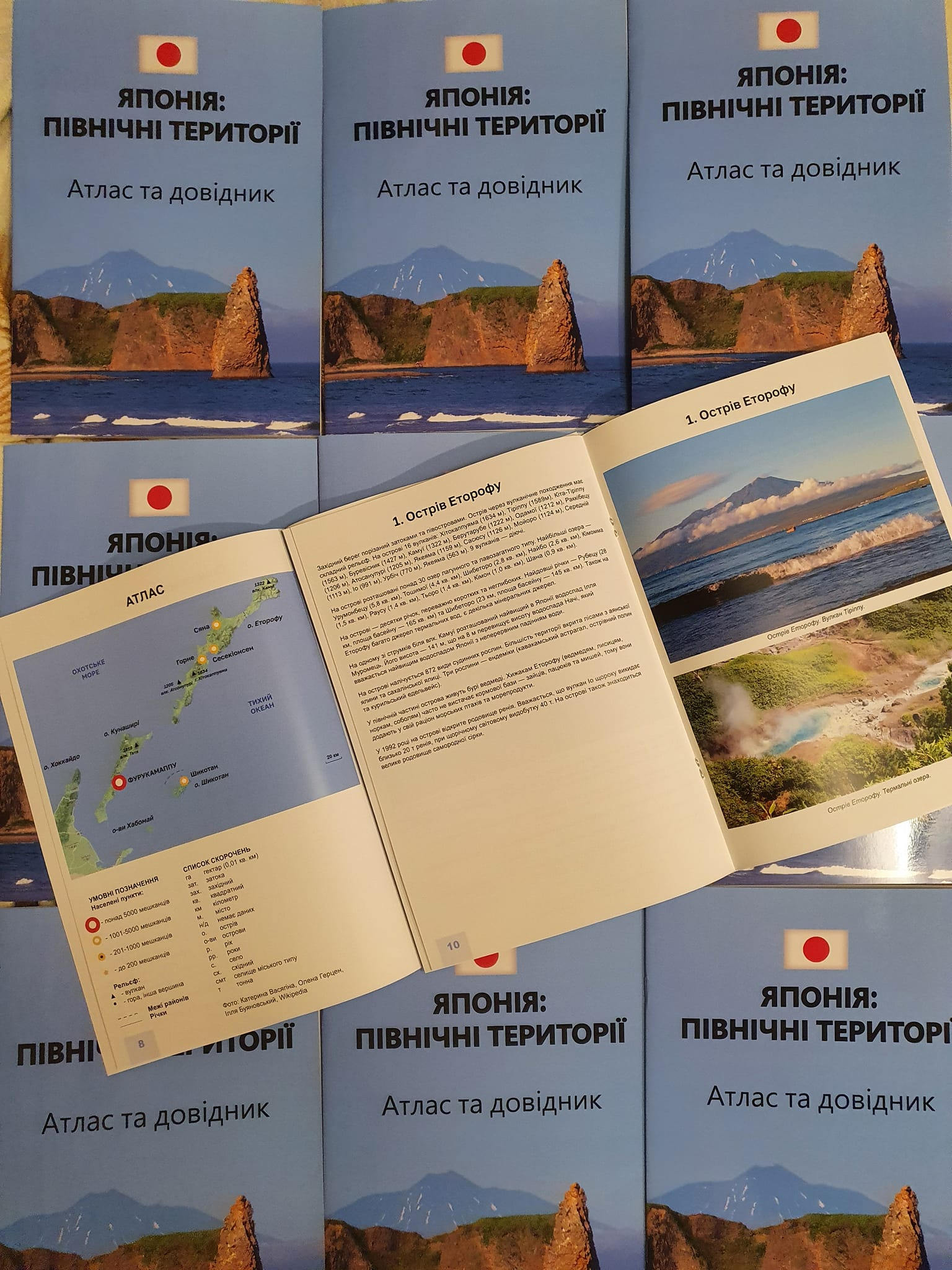
Атлас Північних територій Японії українською мовою, виданий у 2022 р.

- Хабомай острови (яп. 歯舞群島 Хабомаї-гунто:), (рос. Хабомаи)

- Акіюрі (яп. 秋勇留島 Акіюрі-то:), (рос. Анучина)
- Харукарі острови (яп. 春苅島 Харукарі-то:), (рос. Дёмина)
- Шібоцу (яп. 志発島 Шібоцу-то:), (рос. Зелёный)
- Кайба острови (яп. 海馬島), (рос. Осколки)
- Тараку (яп. 多楽島 Тараку-то:), (рос. Полонского)
- Суйшьо (яп. 水晶島 Суйсё:-дзіма, (рос. Танфильева)
- Одоке (яп. オドケ島 одоке-сіма), (рос. Рифовый)
- Моемошірі (яп. 萌茂尻島 моемосири-сіма), (рос. Сторожевой)
- Юрі (яп. 勇留島 Юрі-то:), (рос. Юрий)

- Шикотан (яп. 色丹島 Сікотан-то:), (рос. Шикотан)

- Осіма (яп. 大島), (рос. Грига)
- Кодзіма (яп. 小島), (рос. Айвазовского)

## Населення
Курильські острови заселені вкрай нерівномірно. Населення проживає постійно тільки на островах Парамушир, Ітуруп, Кунашир і Шикотан. На інших островах постійне населення відсутнє. На початок 2010 року налічується 19 населених пунктів: два міста (Сєвєро-Курильськ, Курильськ), селище міського типу (Южно-Курильськ) і 16 сіл.
Найбільша чисельність населення відзначалася 1989 року і становила 29,5 тис. осіб. За радянських часів заселеність островів була істотно вищою внаслідок високих дотацій і присутності великої кількості військовослужбовців. Завдяки військовим були населені острови Шумшу, Онекотан, Сімушир та інші.
Станом на 2019 рік населення островів становило 20,8 тис. осіб, зокрема в Курильському міському окрузі — 6,5 тис.осіб (на єдиному заселеному острові Ітуруп, також входять Уруп, Сімушир і ін.); в Южно-Курильському міському окрузі — 11,8 тис. осіб (Кунашир, а також Шикотан й  інші острови Малої Курильської гряди (Хабомаї)); в Північно-Курильському міському окрузі — 2,5 тис. осіб (на єдиному заселеному острові Парамушир, також входять Шумшу, Онекотан тощо.).